# Canton de Taninges
Le canton de Taninges est un ancien canton français, situé dans le département de la Haute-Savoie. Le chef-lieu de canton se trouvait à Taninges. Il disparait lors du redécoupage cantonal de 2014 et les communes rejoignent le canton de Cluses.

## Histoire administrative
Lors de l'annexion du duché de Savoie à la France révolutionnaire en 1792, une partie de la vallée du Giffre est organisée, en 1793, en canton dont Samoëns est le chef-lieu, au sein du district de Cluses, dans le département du Mont-Blanc,. Ce nouveau canton comptait quatre communes : Les Gets et Côte-d'Arbroz ; Mieussy ; Rivière-Enverse et Taninges, avec 5 580 habitants. Avec la réforme de 1800, le canton est maintenu avec une cinquième commune, La Côte-d'Arbroz, dans le nouveau département du Léman, dans l'arrondissement communal de Bonneville.
En 1814, puis 1815, le duché de Savoie retourne dans le giron de la maison de Savoie. Le canton français de Taninges devient dans la nouvelle organisation de 1816 un mandement sarde comprenant cinq communes, au sein de la province du Faucigny. Il n'y a pas de modifications du mandement lors des réformes de 1818 et 1837.
Au lendemain de l'Annexion de 1860, le duché de Savoie est réunis à la France et retrouve une organisation cantonale, au sein du nouveau département de la Haute-Savoie (créé par décret impérial le 15 juin 1860). Le canton de Taninges est à nouveau créé avec la même organisation que le mandement.
Par décret du 13 février 2014, le nombre de cantons du département est divisé par deux, avec mise en application aux élections départementales de mars 2015. Les communes du canton de Taninges rejoignent le canton de Cluses.

## Composition
Le canton de Taninges regroupait les cinq communes suivantes :
| Nom                  | Code Insee | Intercommunalité           | Superficie (km2) | Population (dernière pop. légale) | Densité (hab./km2) |
| -------------------- | ---------- | -------------------------- | ---------------- | --------------------------------- | ------------------ |
| Taninges (chef-lieu) | 74276      | CC des Montagnes du Giffre | 42,66            | 3 415 (2014)                      | 80                 |
| La Côte-d'Arbroz     | 74091      | CC du Haut-Chablais        | 12,24            | 321 (2014)                        | 26                 |
| Les Gets             | 74134      | CC du Haut-Chablais        | 29,98            | 1 260 (2014)                      | 42                 |
| Mieussy              | 74183      | CC des Montagnes du Giffre | 44,45            | 2 255 (2014)                      | 51                 |
| La Rivière-Enverse   | 74223      | CC des Montagnes du Giffre | 7,98             | 452 (2014)                        | 57                 |

## Représentation

### Conseillers généraux de 1861 à 2015
| Période  | Période           | Identité                  | Étiquette                 | Qualité |
| -------- | ----------------- | ------------------------- | ------------------------- | --- |
| 1861     | 1870              | Laurent Humbert           |                           | Ouvrier puis négociant Maire de Taninges (1860-1863) |
| 1870     | 1871              | Alexandre Orsat           |                           | Magistrat à Grenoble |
| 1871     | 1883              | Joseph Tetaz              | Conservateur              | Notaire - Maire de Taninges (1878-1879) |
| 1883     | 1900 (décès)      | Louis Orsat               | Républicain               | Notaire à Taninges |
| 1900     | 1926 (décès)      | Achille Humbert           | Républicain puis Rad.     | Médecin à Taninges, conseiller d'arrondissement |
| mai 1926 | août 1926 (décès) | Jules Nicodex (1856-1926) | Républicain               | Industriel, négociant en bois à Taninges, conseiller d'arrondissement Ancien maire de La Rivière-Enverse                                                      |
| 1926     | 1937              | Xavier Coppel             | Modéré puis Radical       | Géomètre-expert |
| 1937     | 1940              | Félix Braise              | DVD                       | Notaire à Saint-Jeoire-en-Faucigny Député (1928-1936) Sénateur (1936-1942) Nommé membre de la Commission administrative départementale en 1941 décédé en 1942 |
|          |                   |                           |                           | |
| 1942     | 1945              | Xavier Coppel (1887-1946) | ex-Rad.                   | Géomètre Adjoint au maire de Taninges Nommé conseiller départemental en 1942                                                                                  |
|          |                   |                           |                           | |
| 1945     | 1951              | Emile Anthonioz           | DVD puis RPF              | Propriétaire-exploitant à Saint-Sixt |
| 1951     | 1958              | Marius Baud               | MRP                       | Hôtelier - Maire des Gets |
| 1958     | 1973              | Roger Brand (1910-1976)   | DVD                       | Maire de Taninges Vétérinaire |
| 1973     | 2008              | Ernest Nycollin           | CD puis UDF-Rad. puis DVD | Cadre au Crédit agricole Maire de Taninges (1977-1986) Conseiller régional (1992-1998) Président du Conseil général (1998-2008)                               |
| 2008     | 2015              | Guy Chavanne (1944-2021)  | UMP                       | Ancien Maire de Mieussy (1983-2008) Elu en 2017 dans le Canton de Cluses                                                                                      |

### Conseillers d'arrondissement (de 1861 à 1940)
| Période                                  | Période      | Identité                  | Étiquette   | Qualité |
| ---------------------------------------- | ------------ | ------------------------- | ----------- | --- |
| 1871                                     |              | M. Jacquier               |             | Greffier à Bonneville                                                                                       |
|                                          |              |                           |             | |
|                                          | 1890 (décès) | Basile Orsat (1823-1890)  | Républicain | Maitre tanneur à Taninges                                                                                   |
| 1890                                     | 1900         | Achille Humbert           | Républicain | Docteur en médecine, maire de Taninges                                                                      |
| 1898                                     | 1926         | Jules Nicodex (1856-1926) | Républicain | Cultivateur, marchand de bois à Taninges, ancien maire de La Rivière-Enverse                                |
| 1900                                     | 1910         | Joseph Carrier            | Républicain | Maire de Mieussy                                                                                            |
| 1910                                     |              | Eugène Sauge              | Républicain | Négociant, adjoint au maire de Mieussy                                                                      |
| Déc.1926                                 | 1940         | Théodore Duvillaret       | FR          | Notaire à Taninges                                                                                          |
| 1940                                     |              |                           |             | Les conseils d'arrondissement ont été suspendus par la loi du 12 octobre 1940 et n'ont jamais été réactivés |
| Les données manquantes sont à compléter. |              |                           |             | |

## Démographie
| 1962  | 1968  | 1975  | 1982  | 1990  | 1999  | 2006  | 2011  | 2012  |
| ----- | ----- | ----- | ----- | ----- | ----- | ----- | ----- | ----- |
| 4 478 | 4 569 | 4 944 | 5 355 | 5 865 | 6 800 | 7 385 | 7 476 | 7 509 |